# Abarim
Abarim (en hebreo: הָרֵי הָעֲבָרִים, Har Ha-Ha-'Abarim) es una cadena montañosa que atraviesa Jordania, al este del Jordán y del mar Muerto y al suroeste de Amán, que se extiende desde el Monte Nebo (802 m) al norte  hasta el desierto de Arabia al sur. 

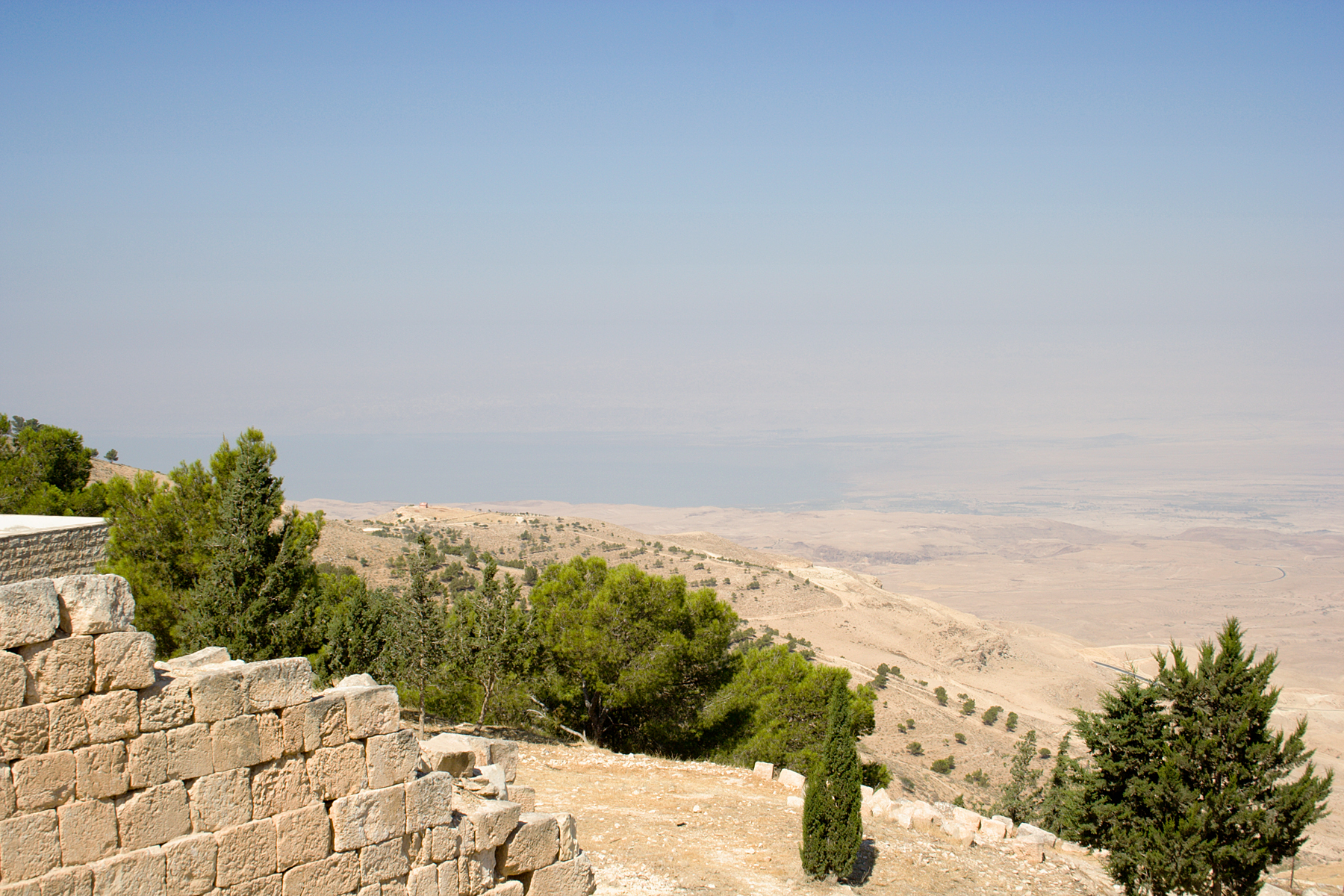
El mar Muerto visto desde el Monte Nebo.

Según menciona la Biblia en el libro de Deuteronomio (34: 1-5), Moisés subió a la montaña donde Dios le mostró la Tierra prometida y luego le dijo que no entraría en ella. Según este relato, Moisés murió en el Monte Nebo y fue enterrado allí.